# Voodoo (디앤절로의 음반)
“Voodoo”는 미국의 싱어송라이터 겸 악기 연주자인 디앤절로의 두 번째 정규 음반으로, 2000년 1월 25일 버진 레코드와 임프린트 레이블인 치바 사운드를 통해 발매되었다. 디앤절로는 1998년부터 1999년까지 뉴욕의 일렉트릭 레이디 스튜디오에서 음반을 녹음하였으며, 당시 자신이 활동하던 음악 단체 솔쿼리언스에 속한 음악가들과 함께 작업하였다. 음반의 프로듀싱을 대부분 스스로 한 “Voodoo”는 느리고 그루브가 들어간 펑크 사운드가 특징이며, 1995년에 발표한 디앤절로의 첫 정규 음반 “Brown Sugar”에서 드러났던 노래 구조에서 벗어났다. 노래의 가사는 주로 영성, 사랑, 성욕, 성숙 및 아버지로서의 자신을 주제로 쓰여졌다.
대대적인 홍보와 대중의 기대감이 집중된 상태에서 발매되었던 “Voodoo”는 상업적인 부분에서 성공을 거두었다. 미국의 빌보드 200 차트에서는 첫주에 32만 장이 넘는 판매고를 올리면서 1위로 데뷔하였으며, 그 후로 33주간 더 차트에 머물렀다. 또한 히트를 친 싱글 ‘Untitled (How Does It Feel)’을 포함해 총 5곡을 싱글 컷하였으며, 노래의 뮤직비디오가 디앤절로에게 많은 관심과 함께 논란을 불러 일으켰다. 한편 음악 평론가들도 음반에 찬사를 보냈으며, 디앤절로는 여러 개의 상을 수상하였다. 그리고 많은 매체에서 선정한 올해 최고의 음반 목록에 선정되었다.
디앤절로는 음반을 홍보하기 위해 2000년 말에 세계 투어를 돌기 시작하였다. 해당 투어는 초기에는 별 탈 없이 진행되었으나, 시간이 지나며 여러 문제가 발생하면서 골머리를 앓았다. 음악계 종사자들은 “Voodoo”를 네오 소울이라는 장르의 창조적인 이정표라고 여겼다. 미국에서만 170만 장 이상이 판매되었으며, 미국 음반 산업 협회(RIAA)로부터는 플래티넘을 인증 받았다.

## 트랙 리스트
| #   | 제목                                             | 작사·작곡                                           | 프로듀서            | 재생 시간 |
| --- | ------------------------------------------------ | --------------------------------------------------- | ------------------- | --------- |
| 1.  | 〈Playa Playa〉                                  | Michael Archer Angie Stone Ahmir Thompson           | D'Angelo            | 7:07      |
| 2.  | 〈Devil's Pie〉                                  | M. Archer Christopher Edward Martin                 | D'Angelo DJ Premier | 5:21      |
| 3.  | 〈Left & Right〉 (featuring Method Man & Redman) | M. Archer Kamaal Fareed Reggie Noble Clifford Smith | D'Angelo            | 4:46      |
| 4.  | 〈The Line〉                                     | M. Archer                                           | D'Angelo            | 5:15      |
| 5.  | 〈Send It On〉                                   | M. Archer Luther Archer Stone                       | D'Angelo            | 5:57      |
| 6.  | 〈Chicken Grease〉                               | M. Archer James Poyser Thompson                     | D'Angelo            | 4:36      |
| 7.  | 〈One Mo'gin〉                                   | M. Archer                                           | D'Angelo            | 6:15      |
| 8.  | 〈The Root〉                                     | M. Archer L. Archer Charlie Hunter                  | D'Angelo            | 6:33      |
| 9.  | 〈Spanish Joint〉                                | M. Archer Roy Hargrove                              | D'Angelo            | 5:44      |
| 10. | 〈Feel Like Makin' Love〉                        | Eugene McDaniels                                    | D'Angelo            | 6:22      |
| 11. | 〈Greatdayndamornin'/Booty〉                     | M. Archer Hunter Stone Thompson                     | D'Angelo            | 7:35      |
| 12. | 〈Untitled (How Does It Feel)〉                  | M. Archer Raphael Saadiq                            | D'Angelo Saadiq     | 7:10      |
| 13. | 〈Africa〉                                       | M. Archer L. Archer Stone Thompson                  | D'Angelo            | 6:13      |